# Gunnar Schütz
Gunnar Schütz, född 7 september 1883 i Arboga stadsförsamling, Västmanlands län, död 2 juni 1952 i Nacka församling i Stockholms län, var en svensk väg- och vattenbyggare samt företagare.
Gunnar Schütz var son till metodistpastorn August Wilhelm Eric Schütz. Han avlade mogenhetsexamen i Gävle 1905 och utexaminerades från Tekniska högskolan 1910. Schütz var biträdande och posthavande ingenjör vid Göteborgs hamnstyrelse 1908–1911, praktiserade i Belgien och Tyskland 1912 samt var posthavande ingenjör vid Statens fiskehamnsbyggnad 1913–1916, arbetschef vid Väg- och vattenbyggnadsstyrelsens hamnavdelning 1916–1924 och byggnadschef för Trelleborgs stads hamnutvidgningsarbeten 1924–1928. 1928 började Schütz egen verksamhet som konsulterande ingenjör och innehavare av byggnadsentreprenörfirman Hamnbyggnadsbyrån i Stockholm. Från bolagets ombildning till aktiebolag 1930 var Schütz bolagets verkställande direktör och styrelseordförande. Han blev löjtnant i Väg- och vattenbyggnadskåren 1917, kapten 1924 och major 1940. Schütz utarbetade hamnplaner och utbyggnadsförslag för Trelleborg, Ystad, Varberg, Mariestad, Lidköping, Hudiksvall, Piteå och Luleå och för olika finska, östbaltiska och persiska hamnar samt utfört kajbyggnader, hamnbyggnader, broar och industribyggnader för ett flertal svenska städer och industristäder. Han utgav flera facktidskrifter.
Han var från 1916 till sin död gift med Margareta Eleonora Andersson (1893–1986). Makarna är begravda på Skogskyrkogården i Gävle.